# Соран-ле-Брёре
Сора́н-ле-Брёре́ (фр. Sorans-lès-Breurey) — коммуна во Франции, находится в регионе Франш-Конте. Департамент — Верхняя Сона. Входит в состав кантона Рьоз. Округ коммуны — Везуль.
Код INSEE коммуны — 70493.

## География

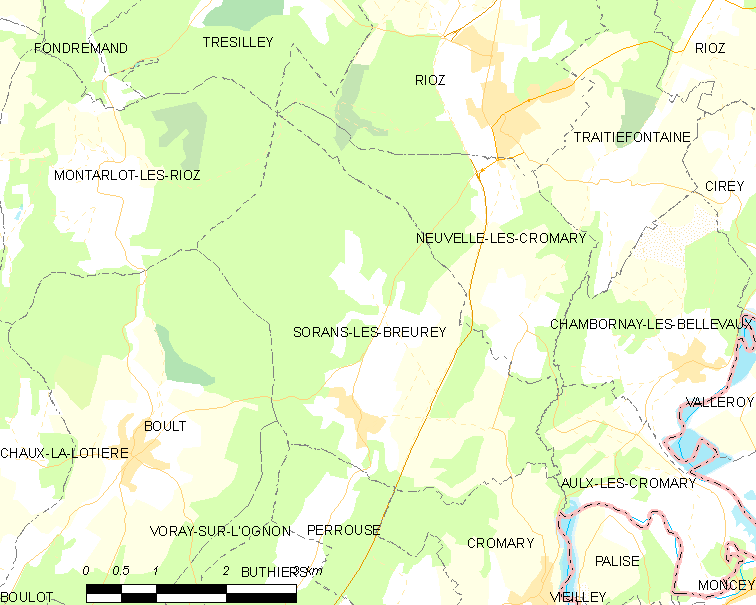
Карта коммуны

Коммуна расположена приблизительно в 320 км к юго-востоку от Парижа, в 18 км севернее Безансона, в 27 км к югу от Везуля.
Около половины территории коммуны покрыто лесами.

## Население
Население коммуны на 2010 год составляло 417 человек.
| 1962 | 1968 | 1975 | 1982 | 1990 | 1999 | 2010 |
| ---- | ---- | ---- | ---- | ---- | ---- | ---- |
| 131  | 146  | 167  | 196  | 250  | 345  | 417  |

## Экономика
В 2010 году среди 262 человек трудоспособного возраста (15—64 лет) 200 были экономически активными, 62 — неактивными (показатель активности — 76,3 %, в 1999 году было 80,8 %). Из 200 активных жителей работали 191 человек (103 мужчины и 88 женщин), безработных было 9 (3 мужчины и 6 женщин). Среди 62 неактивных 18 человек были учениками или студентами, 30 — пенсионерами, 14 были неактивными по другим причинам.

## Достопримечательности
- Замок Соран-ле-Брёре (XVIII век). Исторический памятник с 1992 года[3]
- Старый замок. Исторический памятник с 1977 года[4]
- Водяная мельница укреплённого дома (XVII век). Исторический памятник с 1990 года[5]